# Edward George Hudson Oliver
Edward (Ted) George Hudson Oliver (Rondebosch, 14 de octubre de 1938)es un botánico y escritor sudafricano, experto en brezos (género Erica de la familia Ericaceae) y ha descubierto y nombrado varias, como
- Erica ignita[2]
- Erica roseoloba[3]
- Erica saptouensis[3]

Es profesor en el Instituto Botánico Nacional de Kirstenbosch.

## Obra
- Taxonomic Studies in the Genus Acrostemon Kl. and Related Genera. 1964
- Ericas in Southern Africa. 1967, 1992 (con otros)
- Systematic Studies in the Tribe Ericeae (Ericaceae-Ericoideae). Ed. Univ. of Cape Town, 470 pp. 1999
- Field guide to the Ericas of the Cape Peninsula, 2000, (con Inge Oliver)

## Eponimia
Especies
- Erica oliveri